# Segelfluggelände Michelbach

i7
i11
i13
Das Segelfluggelände Michelbach liegt im Gebiet der Gemeinde Aarbergen, im Ortsteil Michelbach, im Rheingau-Taunus-Kreis in Hessen, etwa 20 km nordwestlich von Wiesbaden.

## Flugbetrieb
Das Segelfluggelände ist mit einer 650 m langen Start- und Landebahn aus Gras ausgestattet. Der Betreiber des Segelfluggeländes ist der Flugsportclub Aarbergen e. V. Das Segelfluggelände besitzt eine Betriebszulassung für Segelflugzeuge, Motorsegler, dreiachsgesteuerte Ultraleichtflugzeuge sowie für Motorflugzeuge bis 2000 kg Höchstabflugmasse, soweit diese zum Schleppen von Flugzeugen und Motorseglern verwendet werden. Segelflugzeuge starten per Windenstart oder Flugzeugschlepp.